# Malinowskij (Chanty-Mansyjski Okręg Autonomiczny)
Malinowskij (ros. Малиновский) – osiedle typu miejskiego w Rosji, w Chanty-Mansyjskim Okręgu Autonomicznym – Jugrze, w rejonie sowieckim. W 2010 liczyło 2755 mieszkańców.